# Anders Odel
Anders Odel (Skövde, Västergotland, 1 de junio de 1718-Estocolmo, 16 de septiembre de 1773) fue un industrial sueco, escritor, pintor y el diseñador.

## Biografía
Era el hijo del vicario Anders Thore Odhelius y María Billemark. Desde 1756 estaba casado con Brita Christina Röök. Odel estudió en la Universidad de Uppsala y escribió, mientras era estudiante, la Sinclairsvisan (1739) en 90 estrofas, en la que se explica el asesinato por dos agentes rusos del diplomático sueco de origen escocés Malcolm Sinclair y se pide la venganza. Otra de sus obras es Sagan om Gröt-fatet. Esta canción ayudó a hacer popular la perspectiva, apoyada por el Partido de los Sombreros de una guerra contra Rusia para recuperar el territorio perdido por el Tratado de Nystad en 1721.
Tras finalizar sus estudios, Odel trabajó como informante. Sería voluntario par las fortificaciones de 1747 y haría carrera como funcionario. Estuvo vinculado a la Manufakturverket desde 1751 y fue director de la hallrätt de Estocolmo desde 1757. Publicó una serie de panfletos políticos apoyando a los Sombreros, siendo uno de sus escritores más importantes. Odel estudió en su juventud pintura con Guillaume Thomas Taraval y vivió en París entre 1748 y 1751 para estudiar las manufacturas de pinturas francesas. Durante su estancia en el Manufakturverkt, produjo nuevos modelos para la fábrica real. También trabajó en nuevos diseños para la fábrica de porcelana Rörstrand. De su producción de cuadros sólo se conoce una pintura, un autorretrato que se encuentra en el castillo de Gripsholm